# Maharashtra Open 2019 - Qualificazioni singolare
Le qualificazioni del singolare maschile del Maharashtra Open 2019 sono state un torneo di tennis preliminare per accedere alla fase finale della manifestazione. I vincitori dell'ultimo turno sono entrati di diritto nel tabellone principale. In caso di ritiro di uno o più giocatori aventi diritto a questi sono subentrati i lucky loser, ossia i giocatori che hanno perso nell'ultimo turno ma che avevano una classifica più alta rispetto agli altri partecipanti che avevano comunque perso nel turno finale.

## Teste di serie
1. Félix Auger-Aliassime (qualificato)
2. Ruben Bemelmans (primo turno)
3. Thiago Monteiro (ultimo turno, lucky loser)
4. Jason Jung (primo turno)

1. Simone Bolelli (qualificato)
2. Antoine Hoang (qualificato)
3. Gianluigi Quinzi (ultimo turno)
4. Jahor Herasimaŭ (ultimo turno)

## Qualificati
1. Félix Auger-Aliassime
2. Simone Bolelli

1. Antoine Hoang
2. Saketh Myneni

### Lucky loser
1. Thiago Monteiro

## Tabellone qualificazioni

### Legenda
| - Q = Qualificato - WC = Wild card - LL = Lucky loser | - ALT = Alternate - SE = Special Exempt - PR = Protected Ranking | - w/o = Walkover - r = Ritirato - d = Squalificato |

### Sezione 1
|  | Primo turno | Primo turno           | Primo turno       | Primo turno | Primo turno |  |  | Ultimo turno | Ultimo turno          | Ultimo turno          | Ultimo turno | Ultimo turno |  |
|  |             |                       |                   |             |             |  |  |              |                       |                       |              |              |  |
|  | 1           | Félix Auger-Aliassime | 62                | 6           | 3           |  |  |              |                       |                       |              |              |  |
|  |             | Marcelo Arévalo       | 7                 | 1           | 2r          |  |  | 1            | Félix Auger-Aliassime | Félix Auger-Aliassime | 7            | 6            |  |
|  | WC          | Sasi Kumar Mukund     | Sasi Kumar Mukund | 1           | 1           |  |  | 7            | Gianluigi Quinzi      | Gianluigi Quinzi      | 5            | 3            |  |
|  | 7           | Gianluigi Quinzi      | Gianluigi Quinzi  | 6           | 6           |  |  |              |                       |                       |              |              |  |

### Sezione 2
|  | Primo turno | Primo turno     | Primo turno    | Primo turno | Primo turno |  |  | Ultimo turno | Ultimo turno    | Ultimo turno    | Ultimo turno | Ultimo turno |  |
|  |             |                 |                |             |             |  |  |              |                 |                 |              |              |  |
|  | 2           | Ruben Bemelmans | 7              | 3           | 1           |  |  |              |                 |                 |              |              |  |
|  |             | Sebastian Ofner | 5              | 6           | 6           |  |  |              | Sebastian Ofner | Sebastian Ofner | 64           | 5            |  |
|  |             | Brayden Schnur  | Brayden Schnur | 3           | 65          |  |  | 5            | Simone Bolelli  | Simone Bolelli  | 7            | 7            |  |
|  | 5           | Simone Bolelli  | Simone Bolelli | 6           | 7           |  |  |              |                 |                 |              |              |  |

### Sezione 3
|  | Primo turno | Primo turno     | Primo turno     | Primo turno | Primo turno |  |  | Ultimo turno | Ultimo turno    | Ultimo turno | Ultimo turno | Ultimo turno |  |
|  |             |                 |                 |             |             |  |  |              |                 |              |              |              |  |
|  | 3           | Thiago Monteiro | Thiago Monteiro | 7           | 7           |  |  |              |                 |              |              |              |  |
|  |             | Daniel Brands   | Daniel Brands   | 65          | 5           |  |  | 3            | Thiago Monteiro | 6            | 3            | 2            |  |
|  |             | Andrej Martin   | Andrej Martin   | 1           | 2           |  |  | 6            | Antoine Hoang   | 4            | 6            | 6            |  |
|  | 6           | Antoine Hoang   | Antoine Hoang   | 6           | 6           |  |  |              |                 |              |              |              |  |

### Sezione 4
|  | Primo turno | Primo turno          | Primo turno | Primo turno | Primo turno |  |  | Ultimo turno | Ultimo turno    | Ultimo turno | Ultimo turno | Ultimo turno |  |
|  |             |                      |             |             |             |  |  |              |                 |              |              |              |  |
|  | 4           | Jason Jung           | 1           | 7           | 2           |  |  |              |                 |              |              |              |  |
|  | WC          | Saketh Myneni        | 6           | 5           | 6           |  |  | WC           | Saketh Myneni   | 6            | 64           | 7            |  |
|  |             | Daniel Gimeno Traver | 3           | 6           | 2           |  |  | 8            | Jahor Herasimaŭ | 4            | 7            | 64           |  |
|  | 8           | Jahor Herasimaŭ      | 6           | 3           | 6           |  |  |              |                 |              |              |              |  |